# Abbey Lee
Abbey Lee Kershaw (* 12. června 1987), profesně známá jako Abbey Lee, je australská modelka, herečka a příležitostná hudebnice. Po několika letech úspěchů, které vyvrcholily v módní sezóně roku 2011, ji časopis V označil za supermodelku a server models.com ji zařadil mezi „ikony průmyslu“. Spolupracovala s návrháři, jako jsou Karl Lagerfeld, Gucci, Alexander McQueen, Versace a Dolce & Gabbana a objevila se na obálkách a stránkách mnoha mezinárodních módních časopisů, včetně Vogue, Numero, Muse, Dazed and Confused, V a W. V roce 2012 omezila kariéru modelky a zaměřila se na herectví. V roce 2015 přestala používat své příjmení Kershaw.

## Dětství a mládí
Lee se narodila v Melbourne ve státě Victoria jako prostřední dítě v rodině psycholožky Kerry a Kima Kershaw. Otec hrál v australské fotbalové lize za týmy Richmond a Hawthorn. Lee vzpomíná, že jako dítě byla pořád v nemocnici. Ve čtyřech letech prodělala meningitidu a musela dvakrát podstoupit lumbální punkci. Měla také nádor na koleni a několik zlomených kostí z lezení po stromech.
Vyrůstala na předměstí Melbourne v Kensingtonu ve státě Victoria a navštěvovala katolickou základní školu svatého Michaela v severním Melbourne. Podle svých slov „vyrůstala mezi 42 národnostmi“, což vysvětlila tím, že její základní škola se 150 dětmi byla velmi multikulturní. Poté navštěvovala katolickou dívčí střední školu Academy of Mary Immaculate ve Fitzroy. Vždy se věnovala sportu, například basketbalu a boxu a sedm let trénovala jiu jitsu. Kvůli své rebelské povaze se často dostávala do problémů a na začátku posledního ročníku byla „zdvořile požádána“, aby střední školu opustila. Lee dokázala tuto svou náladu přenést do umění – věnovala se tanci a malovala velkoformátové impresionistické obrazy. V dospívání si přivydělávala různými brigádami, včetně práce v místním lunaparku, jako prodavačka v potravinách a v McDonaldu.
V roce 2004 zvítězila v australské modelingové soutěži Girlfriend Model Search a po střední škole se v roce 2005 přestěhovala z Melbourne do Sydney a začala se věnovat modelingu. Bydlela 100 metrů od pláže a právě na pláži si ji vyhlédla Kathy Ward z modelingové agentury Chic Management, která objevila také Mirandu Kerr a Samanthu Harris. Během několika týdnů podepsala Lee se společností Chic Management svou první profesionální smlouvu.

## Kariéra

### 2007–2011

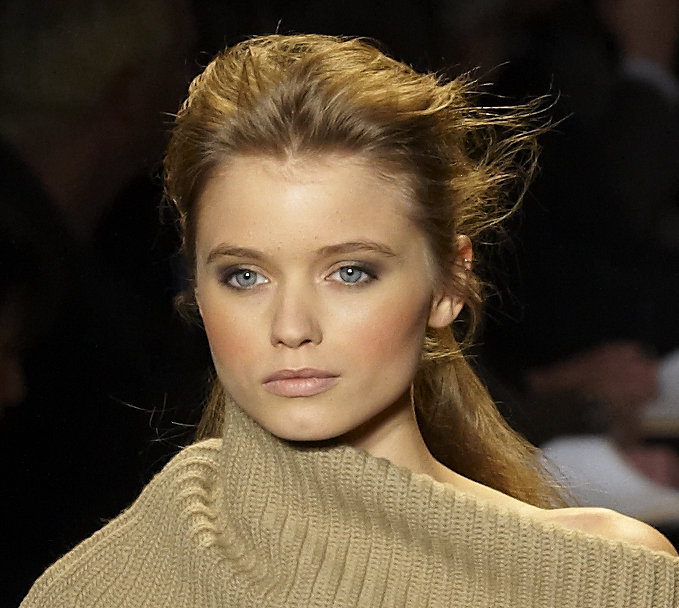
V roce 2010 na přehlídce pro značku Michael Kors

V roce 2007 Lee podepsala smlouvu s Next Management a v březnu se přestěhovala do New Yorku. V roce 2008 debutovala na New York Fashion Week a podařilo se jí absolvovat celkem 29 přehlídek pro značky jako Calvin Klein, Oscar de la Renta, Rodarte, Marc Jacobs, Alexander Wang, Balmain, Christian Dior, Givenchy, Chanel, Alexander McQueen, John Galliano, Louis Vuitton, Lanvin a Valentino. Na Milan Fashion Week byla poprvé angažována jako exkluzivní modelka pro značku Gucci.
Později téhož roku v září upadla na vysokých podpatcích na přehlídce Rodarte v New Yorku a následující měsíc v Paříži omdlela na přehlídce Alexandra McQueena z toho, že měla na sobě velmi těsný kožený korzet. Ani tyto dva incidenty ji neodradily od účasti na dalších přehlídkách. Lee byla jednou z nových tváří, které se objevily na některé ze čtrnácti obálek podzimního čísla časopisu V. Na podzim 2009 musela kvůli zranění kolena vynechat přehlídky, měla přetržené vazy a sotva chodila.
V roce 2010 byla Lee velmi žádaná pro kampaně, focení a přehlídky. Účinkovala v reklamách pro značky Gucci, Versace, Chanel, Calvin Klein, Ralph Lauren, Mulberry, Tom Ford, Donna Karan, Anna Sui, Alexander Wang a Rag & Bone. Předváděla také na módních přehlídkách Victoria's Secret v roce 2008 a 2009 a objevila se v kalendáři Pirelli 2010, který fotil Terry Richardson, a v kalendáři 2011, který nafotil Karl Lagerfeld. Dále se bjevila jako tvář nové vůně Flora značky Gucci, vůně značky Fendi Fan di Fendi a vůně Versace Yellow Diamond.

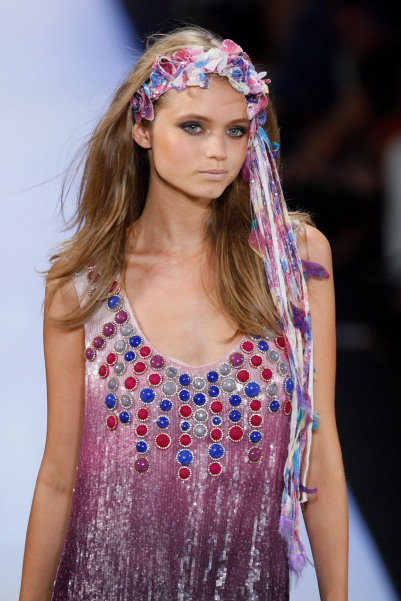
V roce 2009

Časopis V nazval Lee ve speciální edici „The Discovery Issue“ v roce 2011 novou supermodelkou. Označil ji za „největší módní export od protinožců od doby, kdy se Elle Macpherson přidala k Cindy Crawford, Claudii Schiffer, Kate Moss, Naomi Campbell a Christy Turlington“.

### 2012–2013
Lee se na přehlídkovém molu přestala objevovat od přehlídek na podzim 2012, kdy předváděla pouze pro Alexandera Wanga a Annu Sui. Velkou část roku 2012 se věnovala herectví a strávila ho v Africe natáčením postapokalyptického filmu Šílený Max: Zběsilá cesta (v originále Mad Max: Fury Road, 2015).
Ačkoli se na vrcholu své kariéry umístila na 4. místě v žebříčku Top 50 modelek serveru models.com, v červnu 2013 byla v tomto žebříčku až na 12. místě.

### 2014–současnost
V květnu 2014 se Lee opět objevila na obálce časopisu Vogue Australia a figurovala ve dvou úvodnících téhož čísla, v nichž oslavovala svůj debut v herecké kariéře. V srpnu 2014 server Models.com přesunul Abbey na seznam Ikony průmyslu vzhledem k její pokračující přítomnosti ve světě módy (měla velké kontrakty na vůně Flora od Gucci a Yellow Diamond od Versace), ačkoli na přehlídkových molech a v editorialech chyběla kvůli své herecké kariéře.

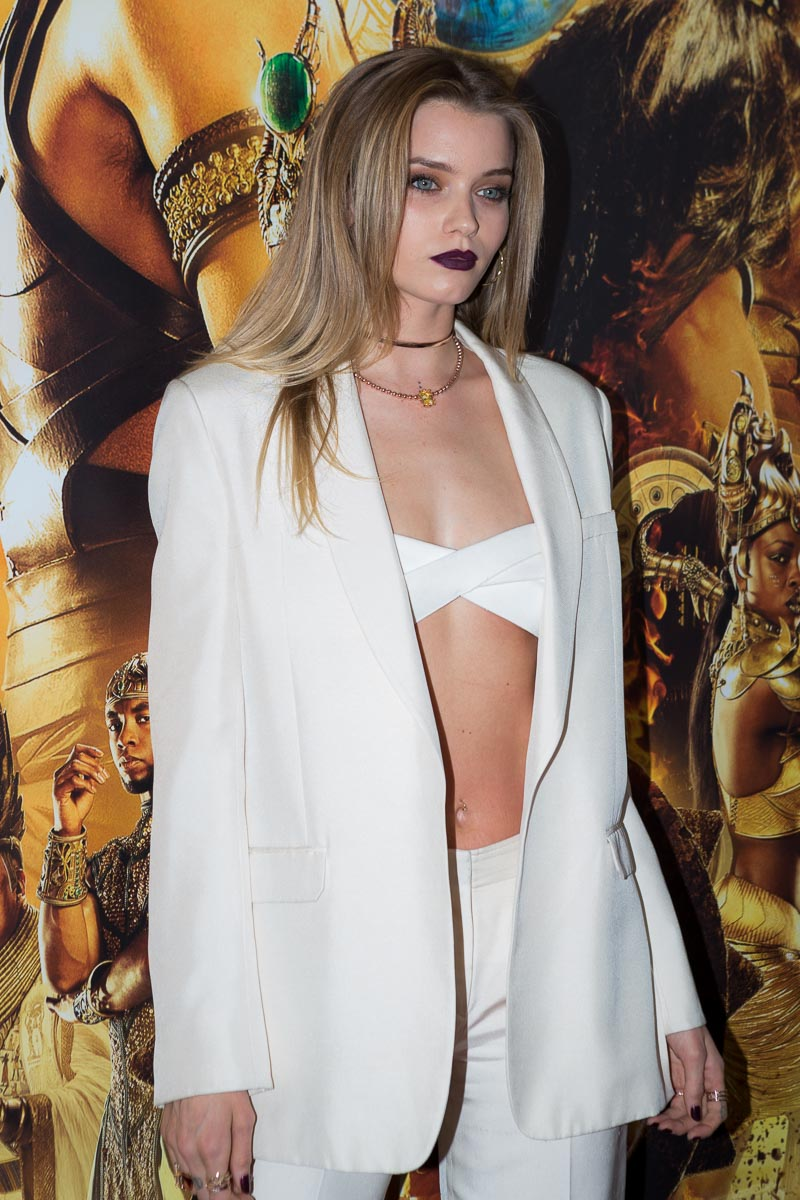
Na červeném koberci v New Yorku při uvedení filmu Bohové Egypta v roce 2016

Lee měla v roce 2015 vedlejší roli ve filmu Šílený Max: Zběsilá cesta a zahrála si českou supermodelku Zoju ve filmové adaptaci vysoce ceněné hry Brendana Cowella Ruben Guthrie. „Je to těžké, ta role, kvůli českému přízvuku,“ řekla Lee, která kvůli této roli shlédla stovky rozhovorů s českou modelkou Petrou Němcovou a stáhla si lekce češtiny. „Ale nakonec, abyste udělali dobrý přízvuk, musíte být prostě dobrý posluchač.“
V roce 2016 hrála hlavní roli ve filmu Bohové Egypta (v originále Gods of Egypt) po boku Gerarda Butlera a v thrilleru The Neon Demon (Neonový démon) režiséra Nicolase Windinga Refna s Elle Fanning. Lee uvedla, že roli ve filmu Bohové Egypta získala díky své zkušenosti s tréninkem bojových umění.
V roce 2017 si zahrála Tiranu ve filmu Temná věž (v originále The Dark Tower) a následující rok ztvárnila hlavní postavu ve filmu Elizabeth Harvest režiséra Sebastiana Gutierreze.
V roce 2020 si zahrála problémovou Christinu Braithwhite v dramatickém hororu HBO Lovecraftova země (v originále Lovecraft Country). Časopisu Harper's Bazaar řekla, že ji do seriálu vybrali jako poslední a že si pro pochopení postavy vyhledala informace o tom, jaké to je vyrůstat v sektě s tyranským otcem a bez matky.
V roce 2021 si zahrála Chrystal ve filmu M. Night Shyamalana Čas (v originále Old) a v roce 2023 Delly West v kriminálním seriálu Florida Man.

## Osobní život
V roce 2007 se usadila v New Yorku, kde bydlela v módní čtvrti Williamsburg se svým přítelem, Australanem Matthewem Hutchinsonem, v jehož kapele Our Mountain zpívala a hrála na tamburínu. V roce 2010 vynechala newyorské přehlídky, aby mohla vystupovat s ním, což by pro mnoho modelek bylo považováno za kariérní sebevraždu.
Lee uvedla, že byla cílevědomým dítětem s velkými nadějemi a sny, ale vyrůstala ve velmi chudé domácnosti. Strašně moc chtěla něčím být, něco dokázat, ale nevěděla co a jak. Hudba ani umění doma neexistovaly, protože rodina měla co dělat, aby se uživila a přežila. Takže když přišla nabídka stát se modelkou, byla to vstupenka pro přežití. Postupem času, jak roky přibývaly, zjišťovala, že v modelingovém průmyslu je spousta věcí, které neodpovídají její konstituci jako člověka. Měla pocit, že modeling z ní dělá „kolečko v soukolí na jedno použití“. Role ve filmu Šílený Max jí otevřela oči, jak herectví spojuje výraz, zvuk, pohyb, výkon a všechno, co milovala.
Pro Lee je život mimo modeling tím, co ji drží při zemi. Mezi její koníčky patří sport, hudba, cestování a moderní literatura.

## Filmografie
| Rok  | Film                                           | Role                | Poznámka     |
| ---- | ---------------------------------------------- | ------------------- | ------------ |
| 2011 | Submission (Poslušnost)                        | bojovnice jiu jitsu | krátké video |
| 2015 | Šílený Max: Zběsilá cesta (Mad Max: Fury Road) | The Dag             |              |
| 2015 | Ruben Guthrie                                  | Zoya Houbec         |              |
| 2015 | Caprice (Rozmar)                               | Holly               |              |
| 2016 | Snowbird (Ptáček)                              | Theo                | krátké video |
| 2016 | Bohové Egypta (Gods of Egypt)                  | Anat                |              |
| 2016 | The Neon Demon (Neonový démon)                 | Sarah               |              |
| 2016 | Pařba o Vánocích (Office Christmas Party)      | Savannah            |              |
| 2017 | Temná věž (The Dark Tower)                     | Tirana              |              |
| 2017 | 1%                                             | Katrina             |              |
| 2017 | Maverick                                       | Maverick            | krátké video |
| 2018 | Welcome the Stranger (Vítej cizinče)           | Alice               |              |
| 2018 | Do noci (To the Night)                         | Caty                |              |
| 2018 | Zamčený pokoj (Elizabeth Harvest)              | Elizabeth           |              |
| 2019 | Lux Æterna                                     | Abbey               |              |
| 2021 | Čas (Old)                                      | Chrystal            |              |
| 2021 | The Forgiven (Odpuštěno)                       | Cody                |              |
| 2023 | Horizon: An American Saga                      |                     |              |